# Mahmut Atalay
Mahmut Atalay (Çorum, 30 de març, 1934 – Ankara, 4 de desembre de 2004) fou un lluitador turc i medallista olímpic. Atalay va guanyar la medalla de bronze als Jocs Olímpics d'Estiu de 1964 i la medalla d'or als Jocs Olímpics d'Estiu de 1968. També fou campió del món el 1966.